# Pablo Saucedo
Pablo Saucedo (6 de marzo de 1982, Moreno, Buenos Aires, Argentina) es un exfutbolista y entrenador de fútbol argentino nacionalizado ecuatoriano. Jugaba de defensa.

## Biografía
Sus inicios como futbolista se dieron en Boca Juniors de su natal Argentina donde permaneció cinco años, pero por falta de oportunidades buscó nuevos rumbos y fue fichado por Ferro Carril Oeste en 2002, en el 2004 es cedido a Almirante Brown donde tuvo un breve paso y una destacada actuación retornando nuevamente a Ferro Carril donde permaneció casi 2 años.
En el 2008 es traspasado al Manta FC que en ese entonces actuaba por la Serie B de Ecuador, Saucedo fue uno de los jugadores más destacados consiguiendo así el Campeonato y ascenso a la Serie A de Ecuador para la Temporada 2009, durante las temporadas en las que estuvo en el Manta FC fue uno de los mejores defensas llamando así la atención de varios clubes.

### Barcelona
En el 2011 es contratado por el Barcelona de Guayaquil ganándole así la pulseada a varios clubes que lo pretendían entre ellos Emelec, Liga de Quito y Deportivo Quito. 
En el Barcelona Rubén Darío Insúa lo tenía marginado en la banca de los suplente al igual que Álex Aguinaga pero tras la llegada de Luis Zubeldía fue improvisado como lateral derecho teniendo buenas actuaciones manteniéndose como titular, con la llegada de Gustavo Costas siguió manteniéndose como titular.
Tras sus buenas actuaciones ya sea como lateral derecho o defensa central la directiva presidida por Antonio Noboa, decide renovarle su contrato por 2 años más es decir hasta la temporada 2014.
Alcanzó su naturalización en el año 2009.

## Clubes

### Como jugador
| Club                 | País      | Año       | Pj | Goles |
| -------------------- | --------- | --------- | -- | ----- |
| Ferro Carril Oeste   | Argentina | 2002-2003 |    |       |
| Almirante Brown      | Argentina | 2004-2005 |    |       |
| Ferro Carril Oeste   | Argentina | 2005-2007 |    |       |
| Manta FC             | Ecuador   | 2008-2010 | 98 | 7     |
| Barcelona SC         | Ecuador   | 2011-2014 | 78 | 1     |
| Delfín Sporting Club | Ecuador   | 2015-2016 | 76 | 5     |
| Liga de Portoviejo   | Ecuador   | 2017-2018 | 20 | 1     |

### Como entrenador
| Club     | País    | Año  |
| -------- | ------- | ---- |
| Manta FC | Ecuador | 2019 |

## Palmarés

### Campeonatos nacionales
| Título              | Club      | País    | Año  |
| ------------------- | --------- | ------- | ---- |
| Serie B             | Manta FC  | Ecuador | 2008 |
| Campeonato Nacional | Barcelona | Ecuador | 2012 |
| Serie B             | Delfín SC | Ecuador | 2015 |